# 难近母

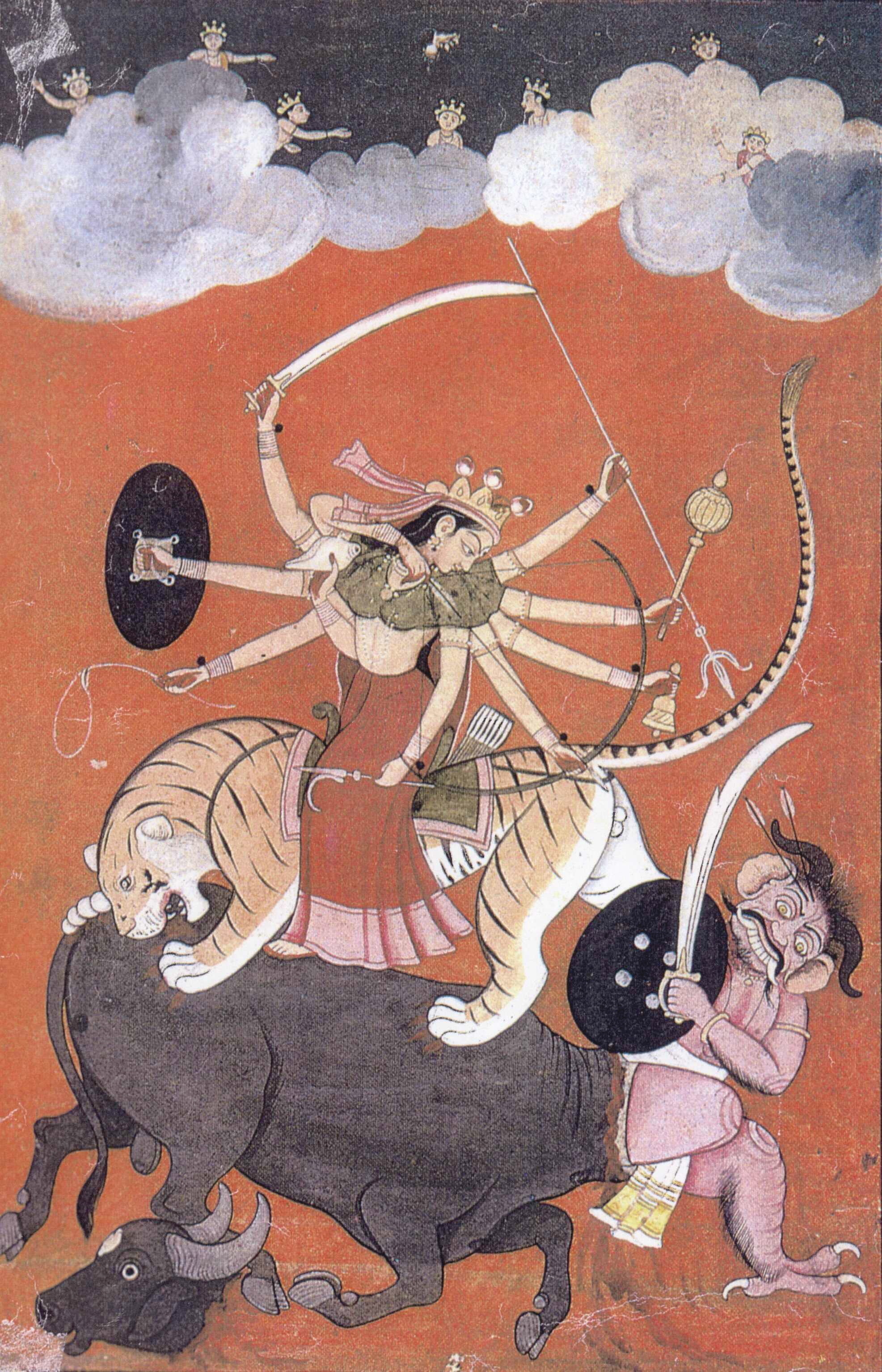
难近母打败摩醯湿

难近母（梵語：दुर्गा，孟加拉語：দুর্গা，字面意思为“不可接近的”；曾音译为突伽），現代中文发音为杜尔噶，印度教女神，性力派的重要崇拜对象。传统上被认为是湿婆之妻雪山神女的两个凶相化身之一（另一个是时母）。

## 神话学
难近母原本為古印度的部落神祇，最初是一个独立的女神，和雪山神女并無关系。婆羅門教兴盛以后，整合神话传说谱系，把难近母吸納進来，之後逐渐被視為雪山神女的降魔相。源自古人崇拜生育的文化，印度宗教体系中保留了崇拜大神母的强大派别，即性力派。性力派认为，女神的“性力”（铄乞底）才是宇宙的本源（梵）。性力派在印度哲学中的体现，和同期中国神话传说中的女娲崇拜，都是生育崇拜在远古人类社会中的精神遗存。
难近母信仰與許多印度民間的野蠻活動結合，施行杀人以祭祀的行為。7世纪时中国高僧玄奘就曾被这样一些宗教恐怖分子所劫持，但還好幸免于难。在英屬印度時代被官府嚴禁之後，現在多半以宰殺雄性牲畜以祭神。

## 简介
作为雪山神女的化身，难近母的最主要职能是降魔。她是与恶魔战斗的可怕的女武士的形象，有10只手，3只眼，拿着许多武器和法器（楼陀罗的三股叉，因陀罗的雷杵，弓，弯刀，等等）。她的坐骑是一只叫达温（Dawon）的圣兽，其形象有时是狮子，有时是老虎。
在难近母与各种恶魔（阿修罗，罗刹）的战斗中，最有名的是打败怪物摩湿的故事。摩醯湿是一个强大的阿修罗，谁也无法打败它，它甚至入侵天界赶走了神王因陀罗。给予这个怪物如此神力的梵天本人也无力收服它。众神被迫集合起来，而后从他们的力量中浮现出难近母（但并不是由他们创造出来的）。难近母用“吠陀的语言”告诉天神们她是宇宙精神「梵」的体现，只有她才能打败摩醯湿。众神纷纷送给她各种武器和法器。经过一场天昏地暗的大战，难近母终于消灭了摩醯湿，因此得到一个称号“杀摩醯湿者”。除了打败摩醯湿之外，难近母还以不同的化身打败了许许多多的妖魔鬼怪。《摩根德耶往世书》里列举了她的108个称号。
在印度著名的故事集《宝座故事三十二则》中，难近母总是在关键时刻向主角超日王施恩，而后者又把她施予的恩惠转让给穷人。
对难近母的崇拜主要集中在印度的西孟加拉邦、奥里萨邦、比哈尔邦和阿萨姆邦。在印度各地都有祭祀她的盛大的难近母节（大量宰杀雄性牲畜祭祀）。

## 图库

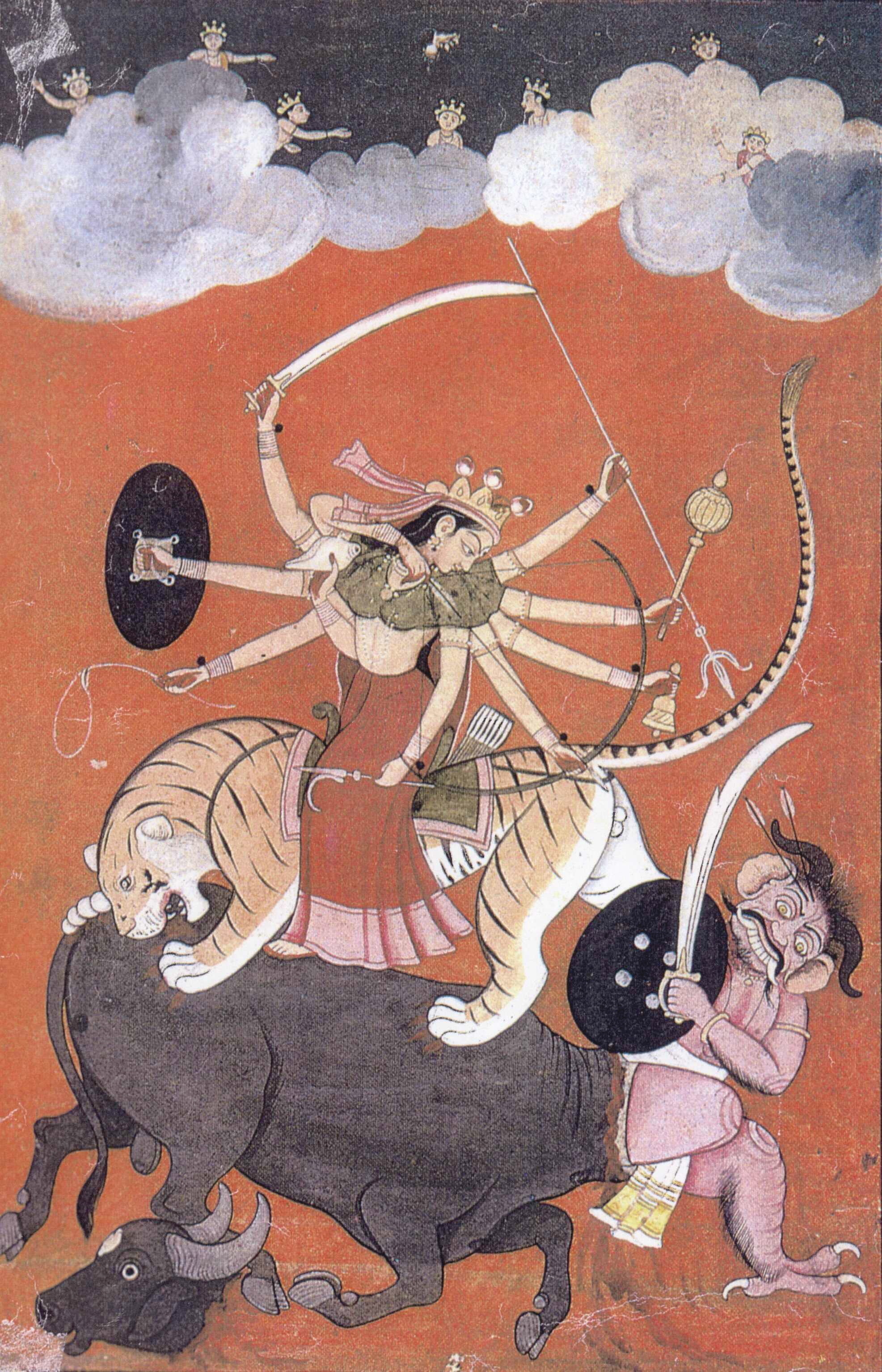
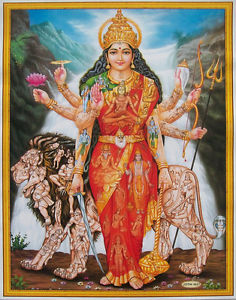
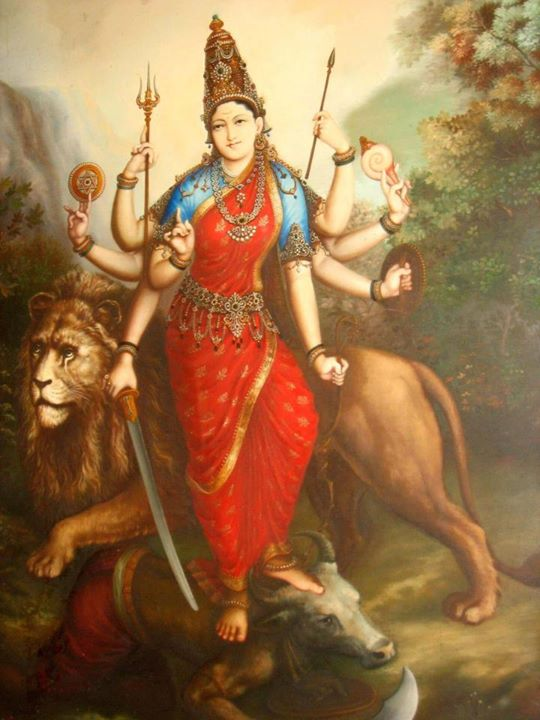
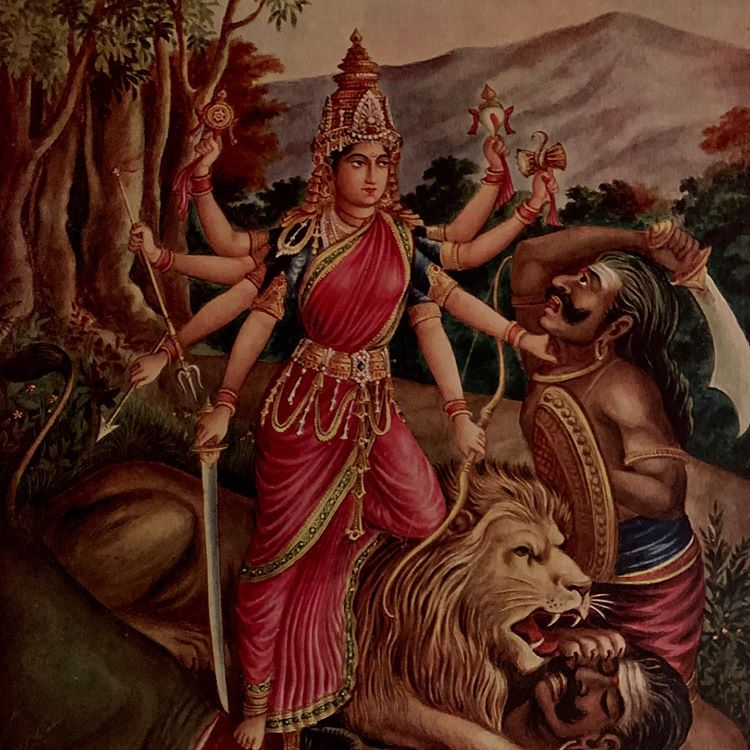
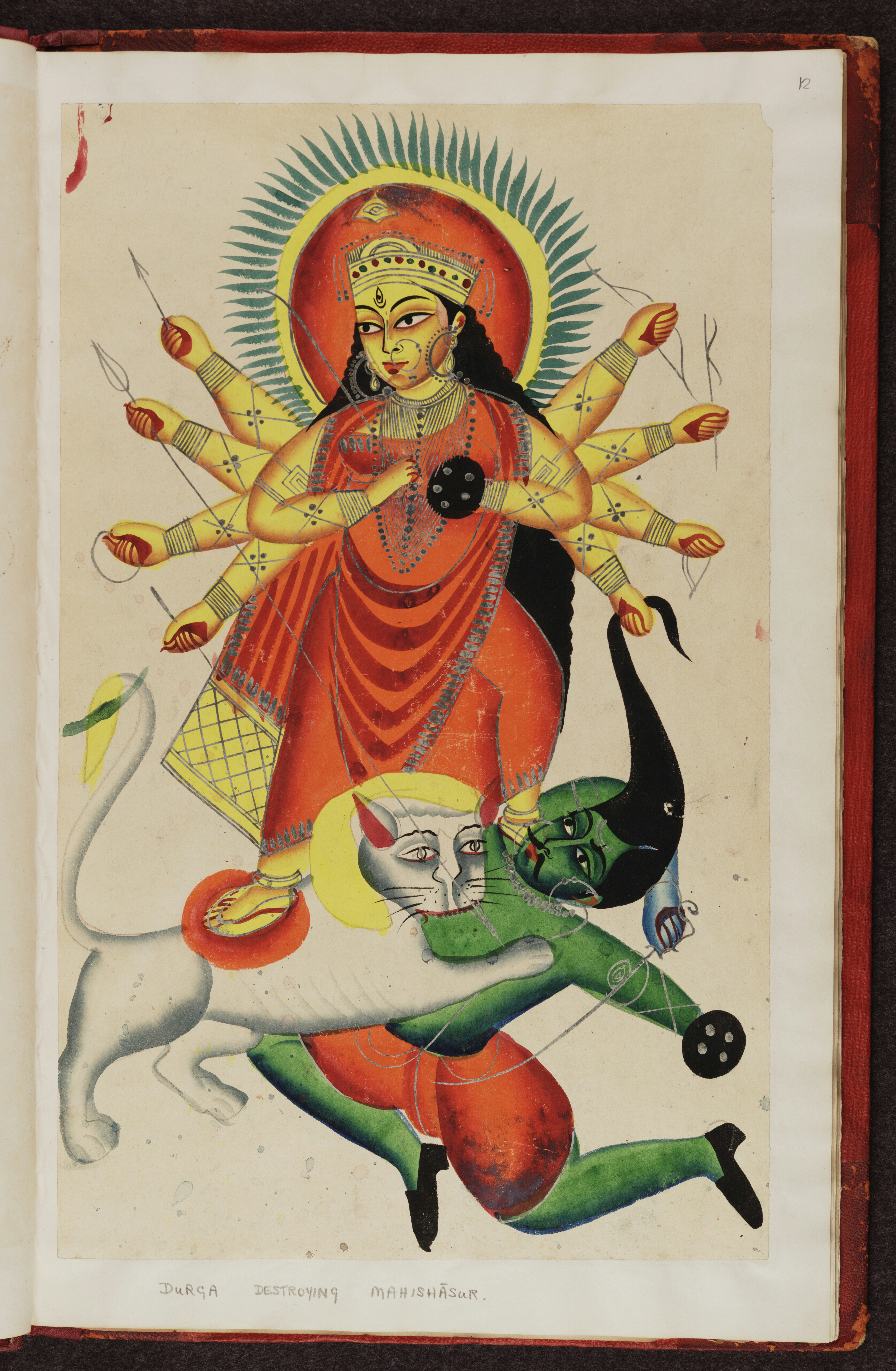
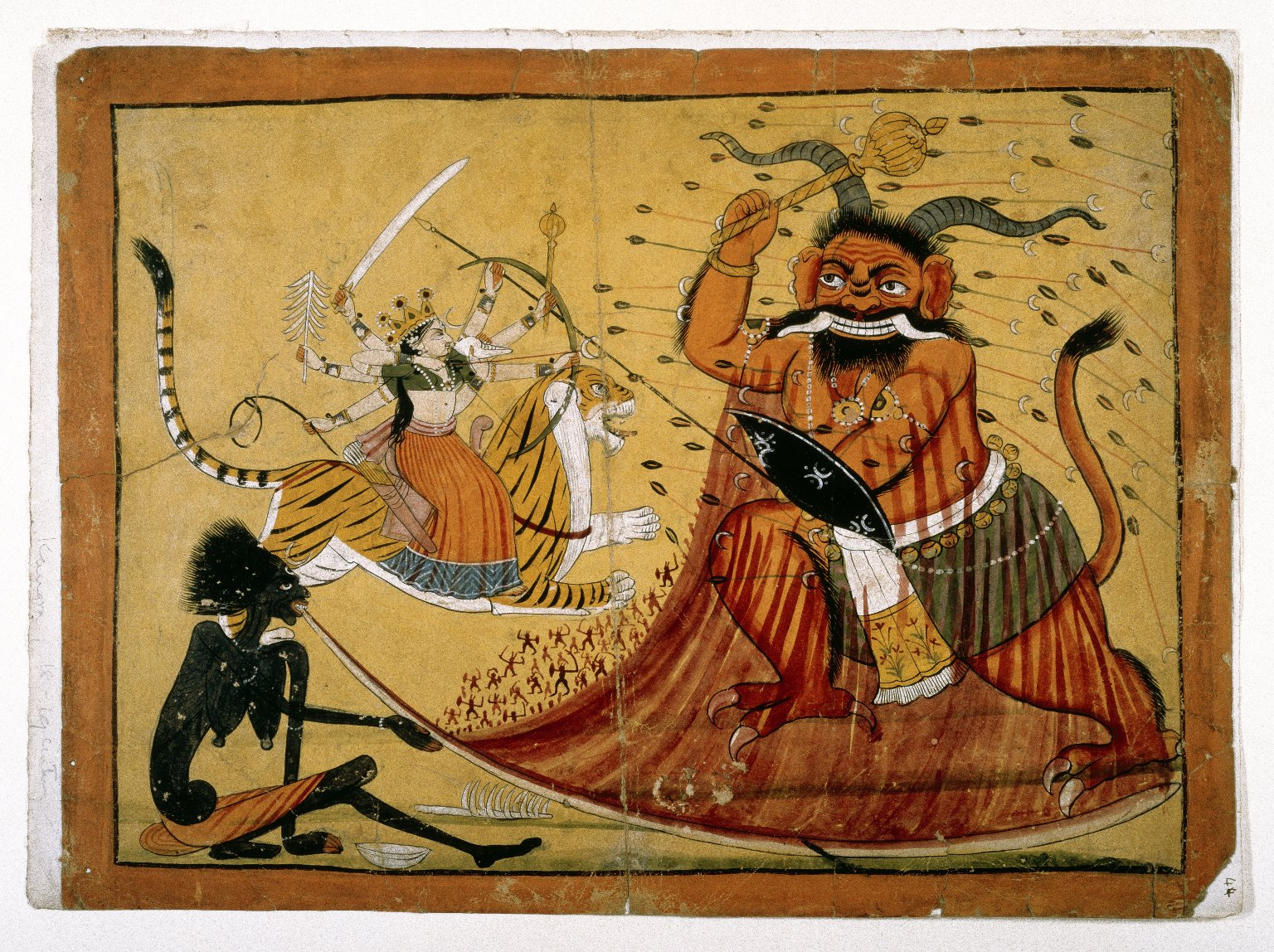
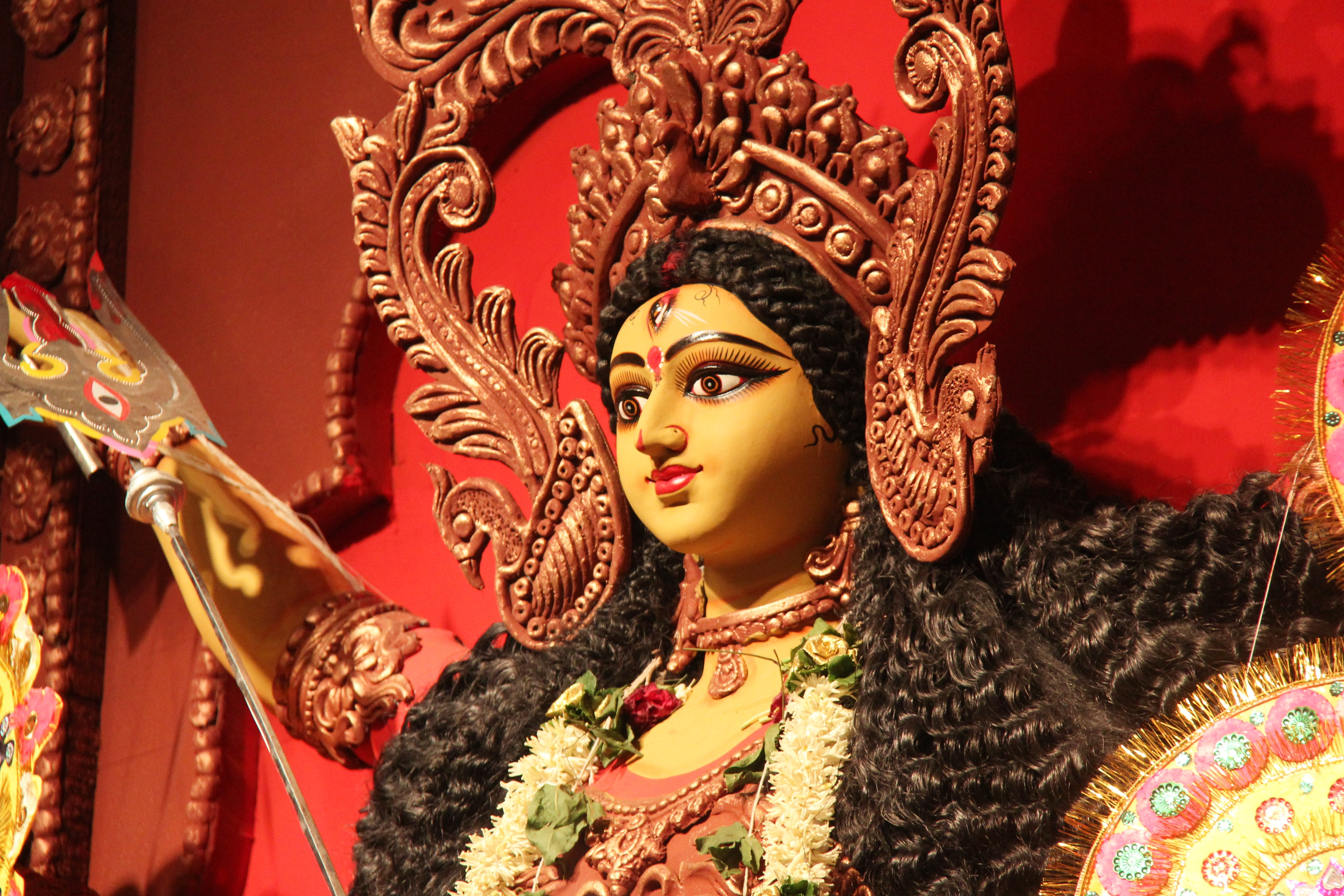
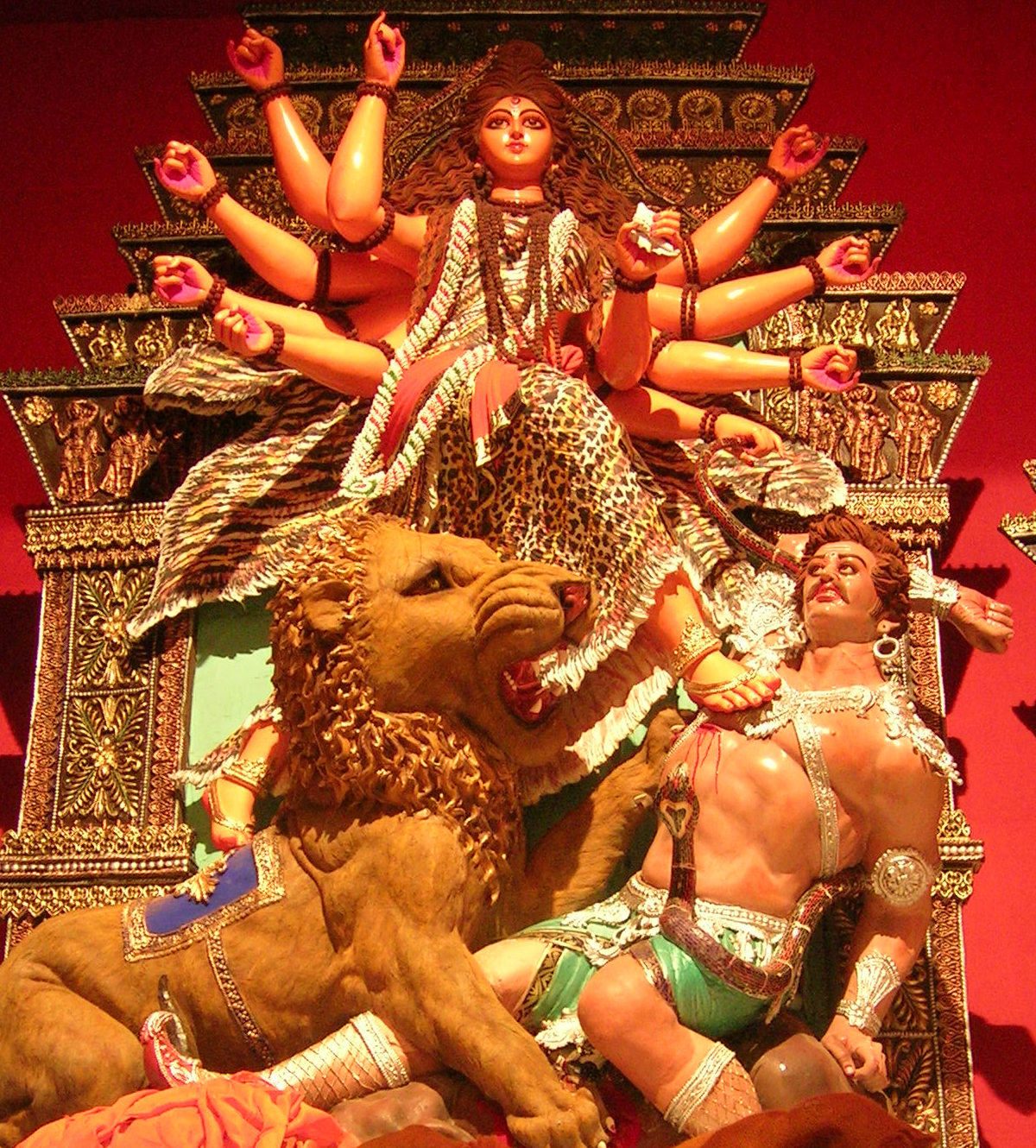
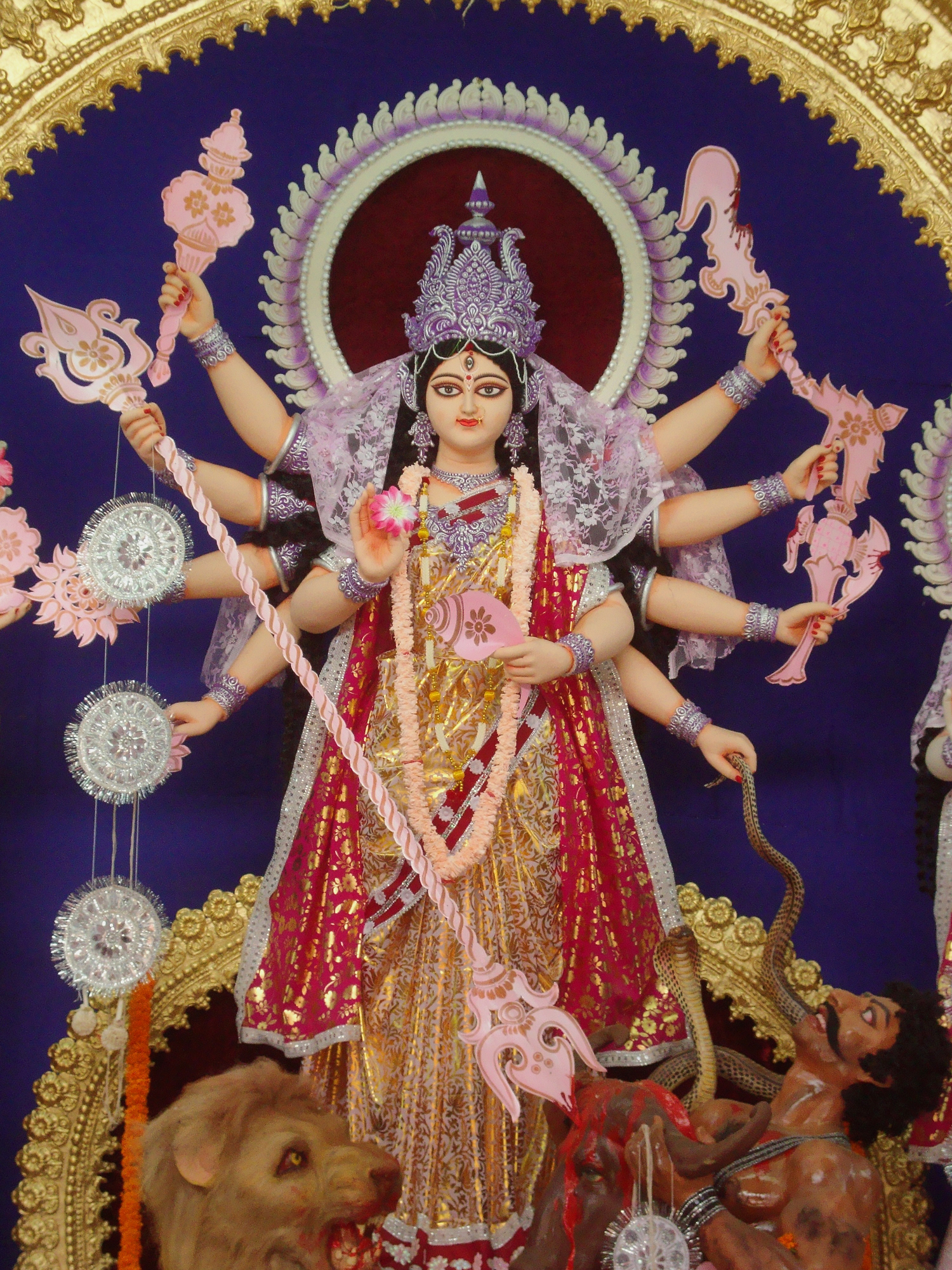
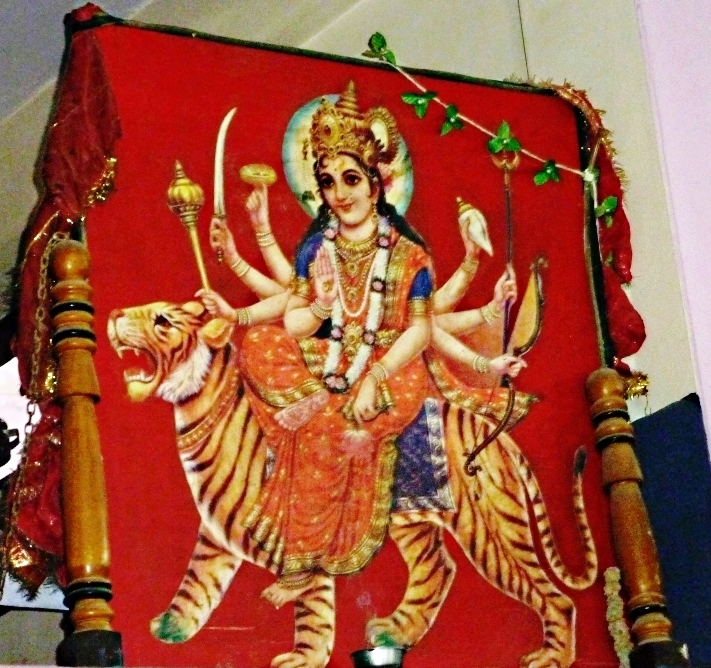
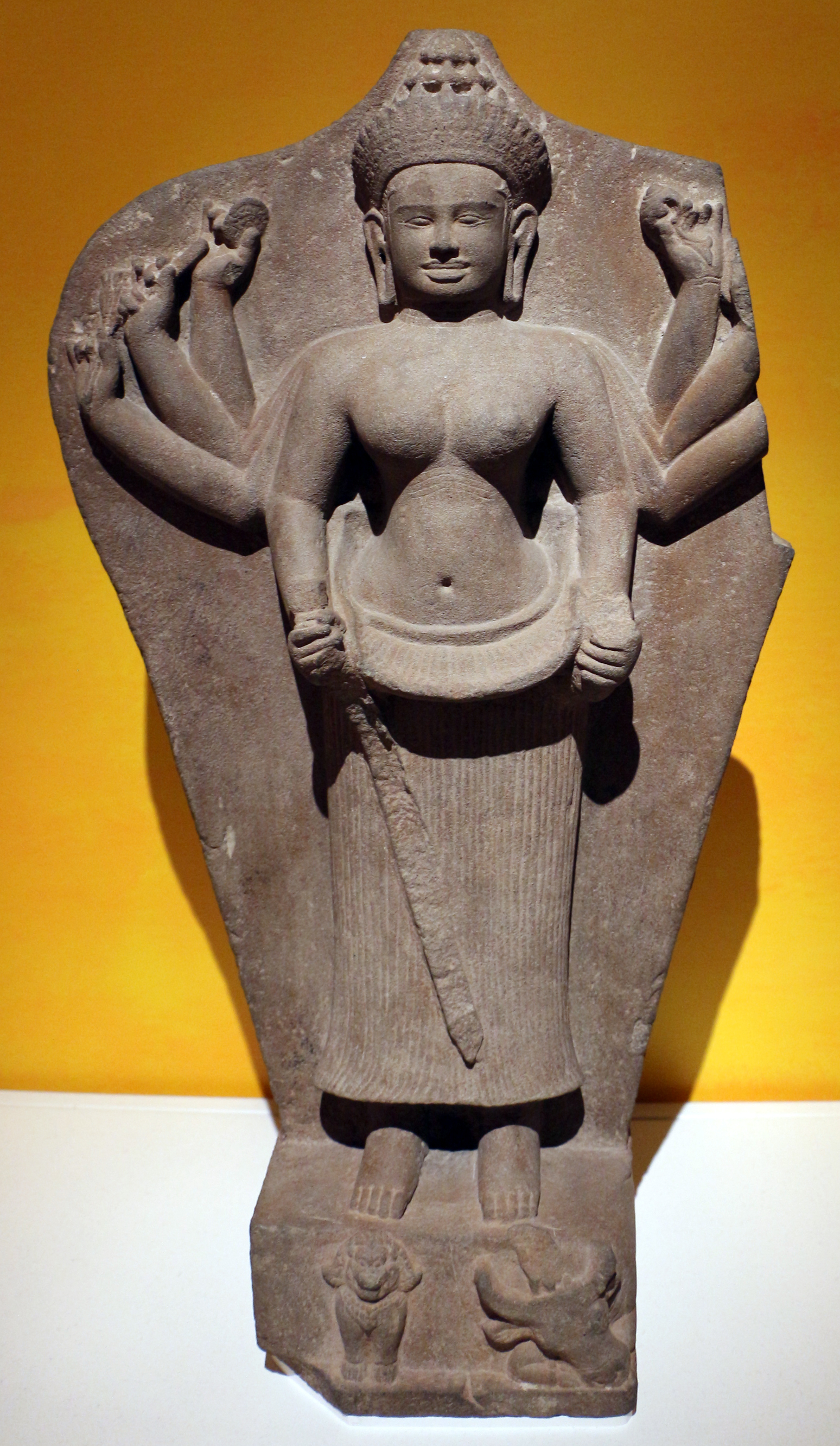

## 文化影響
- 日本手機遊戲《Fate/Grand Order》中，作為5星Archer出場。配音員︰下屋則子。[8]

## 资料来源
- 《世界神话辞典》，鲁刚/主编，辽宁人民出版社，ISBN 7-205-00960-X
- 《梵语文学史》，金克木/著，江西教育出版社，ISBN 7539231505/I351·092

## 參閱
- 難近母節（英语：Durga Puja）（杜爾迦女神節）